# Fëdor Jakovlevič Alekseev
Fëdor Jakovlevič Alekseev (in russo Фёдор Яковлевич Алексеев?; San Pietroburgo, 1735 o 1755 – San Pietroburgo, 1824) è stato un pittore russo.
Si recò in Italia, a Venezia, per imparare l'uso della prospettiva.
Dal 1795 si occupò per lo più di incisioni e decorazioni, 
Eseguì i rilievi della cattedrale di San Basilio e varie vedute cittadine.